# Història de São Tomé i Príncipe

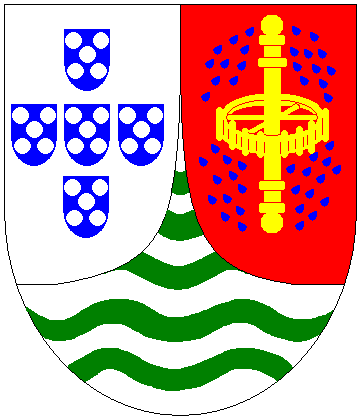
Escut colonial de São Tomé i Príncipe.

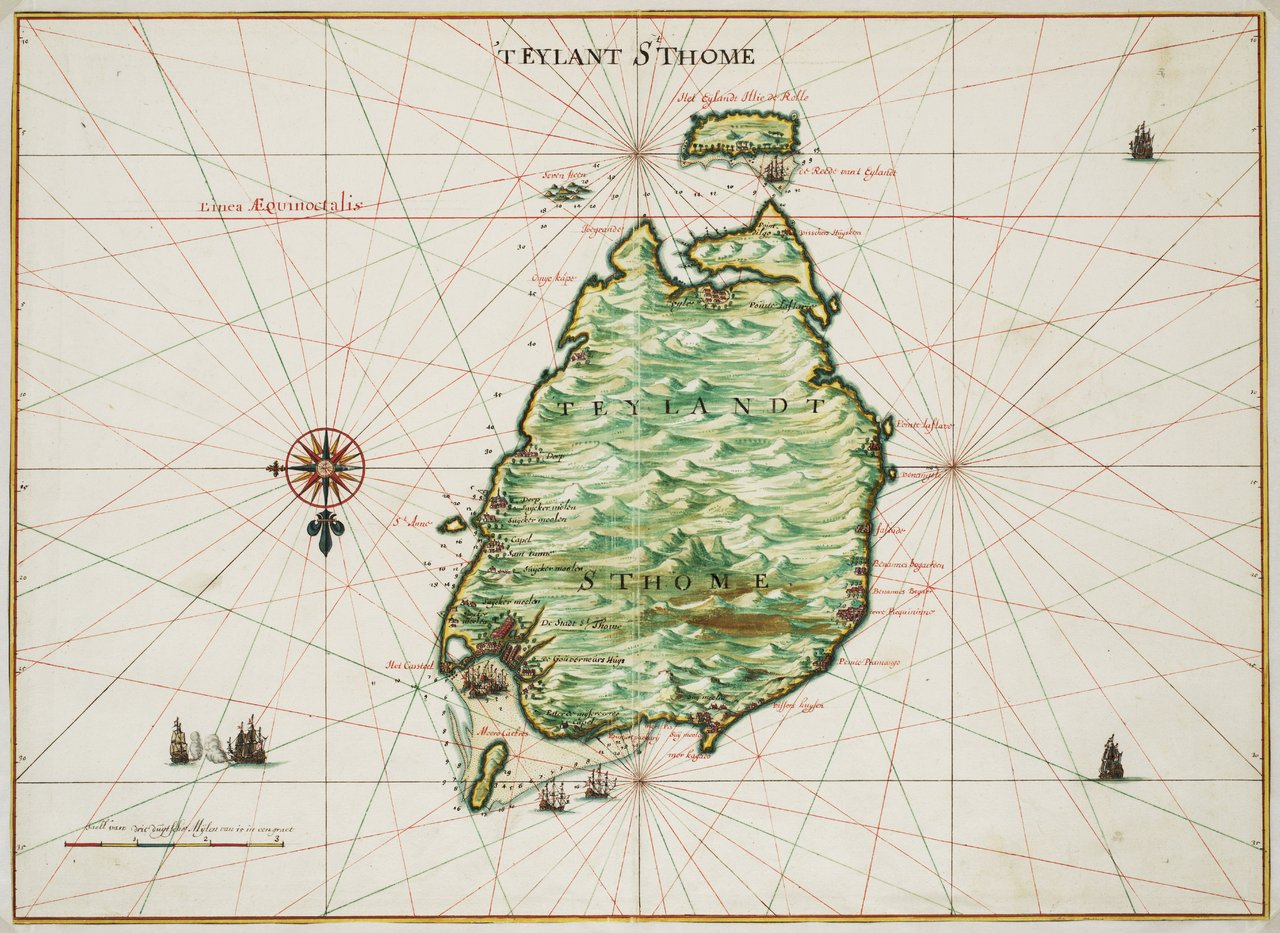
Mapa de São Tomé per Johannes Vingboons (1665).

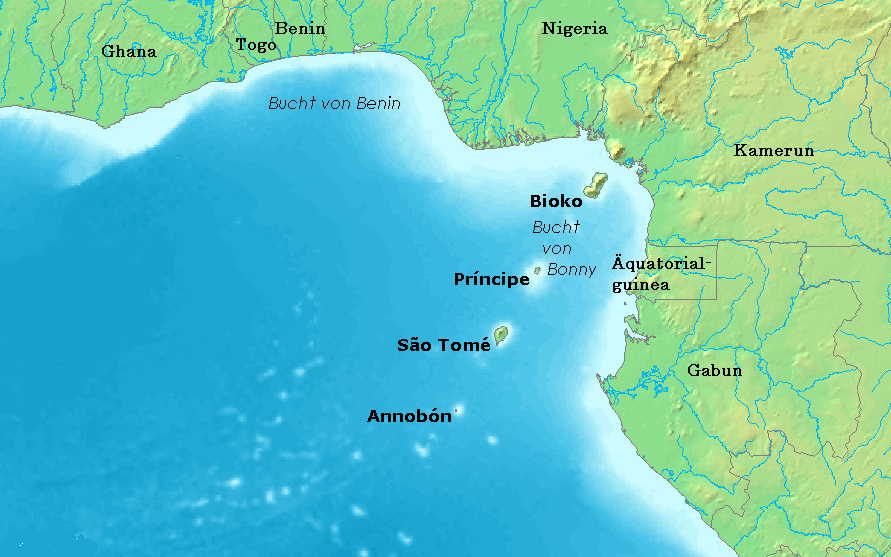
Situació de São Tomé i Príncipe.

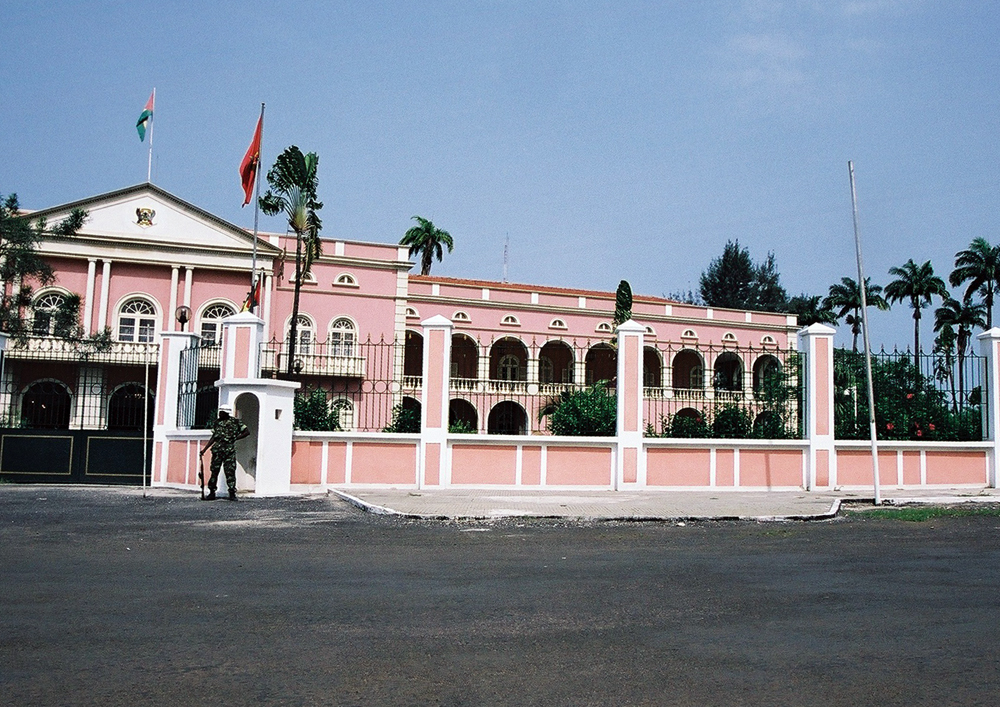
Palau colonial de São Tomé i Príncipe.

Bandera de São Tomé i Príncipe

Les illes de São Tomé i Príncipe van estar deshabitades abans de l'arribada dels portuguesos en algun moment entre 1469-1471. Els primers europeus a arribar a les illes van ser els navegants portuguesos João de Santarém i Pêro Escobar entre 1469 i 1472 juntament amb Annobón. Els navegants portuguesos les van explorar i van decidir que serien una bona localització per comerciar amb el continent africà.

## Època colonial
El primer assentament estable a l'illa de São Tomé va ser creat en 1493 per Álvaro de Caminha, que va rebre la terra com a donació de la corona portuguesa. L'illa de Príncipe va ser colonitzada l'any 1500 en condicions similars. No obstant això, aconseguir colons era difícil, i la majoria dels primers habitants de les illes van ser "indesitjables" enviats des de Portugal, en la seva majoria jueus. Amb el temps aquests primers colons van descobrir que el fèrtil sòl volcànic de la zona era adequat per a l'agricultura i el cultiu de canya de sucre.
En 1595 va tenir lloc la famosa "revolta dels angolars" a les illes africanes de São Tomé i Príncipe. Segons alguns documents històrics rei Amador era 'un esclau', qui va evitar l'esclavitud i va mobilitzar a tots els angolars (habitants de les illes d'aquell temps) així com altres africans per construir una nació lliure sobre l'interior d'aquestes illes. Entre 1595 i 1596 São Tomé i Príncipe va ser governat pels angolars, sota el comandament de Rei Amador. El 4 de gener de 1596, Rei Amador va ser capturat, condemnat a presó i assassinat pels portuguesos. Encara avui el recorden amb molt afecte i és considerat heroi nacional.
El cultiu del sucre era un procés que requeria un treball intensiu i els portuguesos van començar a adquirir un gran nombre d'esclaus d'Àfrica. A mitjan segle xvi els colons portuguesos havien convertit les illes en els principals exportadors de sucre africà. São Tomé i Principe van ser adquirides i administrades directament per la corona portuguesa en 1522 i 1573, respectivament.
No obstant això, l'auge del cultiu de sucre a Amèrica i altres colònies va començar a perjudicar l'economia de les illes. A més, la creixent població d'esclaus va demostrar ser difícil de controlar, ja que Portugal era incapaç d'invertir massa recursos. En una de les diverses revoltes d'esclaus a les illes, un esclau anomenat Amador, considerat actualment heroi nacional, va arribar a controlar gairebé dos terços de l'illa de São Tomé.
D'aquesta forma el cultiu de sucre va començar a declinar al segle següent i a mitjan segle xviii, l'economia de São Tomé havia canviat, convertint-se principalment en un port de trànsit per als vaixells que comerciaven amb esclaus i carbó entre Àfrica i Amèrica.
A principis del segle xix es va introduir el cultiu del cafè i el cacau, que va prosperar en els terrenys volcànics de les illes, i aviat van sorgir extenses plantacions (roças), propietat de les companyies comercials portugueses o de terratinents a Portugal, que van ocupar gairebé totes les terres cultivables. En 1908 São Tomé s'havia convertit en el major productor mundial de cacau, que encara segueix sent el cultiu més important del país.
El sistema de roças va proporcionar gran autoritat als capatassos de les plantacions, la qual cosa va provocar grans abusos contra els treballadors de les granges, principalment d'origen africà. Encara que oficialment Portugal havia abolit l'esclavitud en 1876, la pràctica del treball forçat va continuar. A principis del segle xx va sorgir una controvèrsia pública al país sobre les condicions de treball dels grangers contractats a Angola i les pèssimes condicions laborals. Els conflictes entre propietaris i treballadors van continuar durant les dècades següents, culminant en l'esclat dels disturbis de 1953, quan diversos centenars de treballadors africans van resultar morts en el seu enfrontament contra els propietaris portuguesos. L'anomenada Massacre de Batepá constitueix un important esdeveniment en la història colonial de les illes i el seu aniversari és recordat pel govern.
A la fi de la dècada de 1950, quan altres nacions per tot el continent africà començaven a demandar la seva independència, un petit grup d'habitants de São Tomé va formar el Moviment per l'Alliberament de São Tomé i Príncipe (MLSTP), d'orientació marxista, que finalment va establir la seva base al proper Gabon. Durant la dècada de 1960 els independentistes van esperar el seu moment que va arribar amb la Revolució dels clavells i la caiguda de la dictadura de Caetano a Portugal a l'abril de 1974. El nou govern portuguès va acceptar la dissolució de les colònies ultramarines; al novembre de 1974 diplomàtics portuguesos es van reunir amb membres del MLSTP a Alger i van aconseguir un acord per transferir la sobirania de les illes. Després d'un període de govern de transició, São Tomé i Príncipe van aconseguir la independència el 12 de juliol de 1975, i va ser escollit com a primer president el Secretari General del MLSTP, Manuel Pinto da Costa.

## Independència

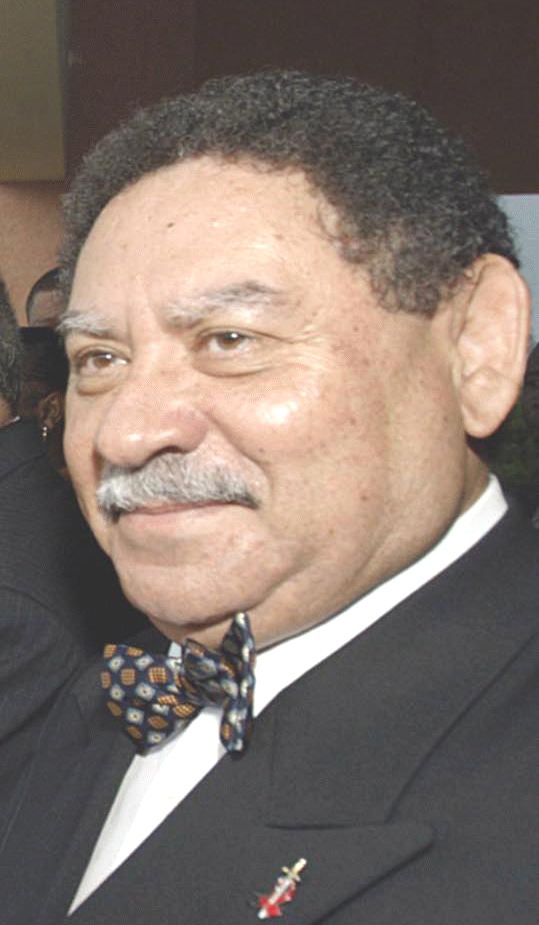
President Fradique de Menezes.

En 1990, São Tomé es va convertir en un dels primers països africans a incorporar-se a la reforma democràtica, i els canvis en la constitució -la legalització dels partits polítics de l'oposició- va conduir a les eleccions legislatives de São Tomé i Príncipe de 1991 que van ser pacífiques, lliures i transparents. Miguel Trovoada, un ExPrimer Ministre que havia estat en l'exili des de 1986, va tornar com a candidat independent i va ser elegit president. Trovoada va ser reelegit en la segona elecció presidencial multipartidista de São Tomé en 1996. El Partit de la Convergència Democràtica (PCD) va derrocar al MLSTP per prendre la majoria dels escons a l'Assemblea Nacional, amb el MLSTP convertint-se en una minoria important i vocal. Van seguir eleccions municipals en 1992, en les quals el MLSTP va tornar a guanyar una majoria d'escons en cinc dels set consells locals.
A les eleccions legislatives de São Tomé i Príncipe de 1994, el MLSTP va guanyar una majoria d'escons en l'Assemblea. Reconquerí una majoria total d'escons a les eleccions de novembre de 1998. Les eleccions presidencials es van celebrar al juliol de 2001. El candidat recolzat pel Partit Independent d'Acció Democràtica, Fradique de Menezes, va ser escollit en la primera volta i instal·lat al govern el 3 de setembre. Després, al març de 2002, es van celebrar unes eleccions parlamentàries que van portar a un govern de coalició després que cap partit aconseguís una majoria d'escons. Un intent de cop d'estat per uns membres dels militars i el Front Democràtic Cristià (majoritàriament representants dels exvoluntaris saotomencs de l'exèrcit sud-africà de l'era de l'apartheid) al juliol de 2003 va ser revertit per mediació internacional, fins i tot la nord-americana, sense vessament de sang. Al setembre de 2004, el president Menezes va acomiadar al primer ministre i va nomenar un nou gabinet, que va ser acceptat pel partit majoritari.
A continuació es va formar un govern de coalició de partits que va finalitzar al març del 2006, quan una coalició a favor de Menezes va aconseguir suficients escons en les eleccions a l'Assemblea Nacional per formar un nou govern que recolzés al president.
El 30 de juliol de l'any 2006 Fradique de Menezes va guanyar novament les eleccions presidencials per un període de cinc anys, derrotant els altres dos candidats: Patrice Trovoada (fill de Miguel Trovoada) i l'independent Nil Guimarãés. Les eleccions locals, les primeres des de 1992, es van celebrar el 27 d'agost del 2006, i van ser guanyades pels membres de la coalició governant.